# Pronome relativo
Pronome relativo é um pronome que, no período composto, retoma um antepassado (palavra ou expressão anterior a ele), representando-o no início de uma nova oração. Normalmente vem depois de um adjunto adnominal, o termo acessório da oração que tem a função de caracterizar ou determinar um substantivo, o que pode ser feito através de verbos, adjetivos e outros elementos que desempenhem a função adjetiva - o antecedente o substitui.
Pronome relativo
Concorda sempre com o antecedente. EX: Os textos que li são excelentes.
Os pronomes relativos são: que, quem, o qual (a qual, os quais, as quais), onde (equivalendo a em que), quanto (quanta, quantos, quantas) e cujo (cuja, cujos, cujas) e podem ser precedidos ou não por preposições.
Ex.:
- A casa ''Onde '' Maria Eugênia e Rafaela moram é muito moderna.
-A pessoa a quem entreguei os documentos é a recepcionista.
Os pronomes relativos podem ser facilmente substituídos pelo relativo "o qual" e suas variantes, preposicionadas ou não. Esse artifício não se aplica aos pronomes cujo, cuja, cujos e cujas, que são sempre pronomes relativos.
Ex.: O rapaz de quem lhe falei não é aquele?
O rapaz do qual lhe falei não é aquele?
- Quem - o pronome relativo quem refere-se a pessoas ou coisas personificadas e é precedido de preposição.
- Onde - o pronome relativo onde é empregado na indicação de lugar, exercendo a função sintática de adjunto adverbial.
- Cujo - Tem relação de posse e todas a frases que tem o nome relativo cujo são adjunto adnominal (Adjunto adnominal é o termo acessório da oração que tem a função de caracterizar ou determinar um substantivo. Isso pode ser feito através de artigos, adjetivos e outros elementos que desempenhem a função adjetiva.) ou complemento nominal ( Complemento nominal é o termo da oração que é ligado a um nome por meio de uma preposição, completando o sentido desse nome (substantivo, adjetivo ou advérbio)).

Ex.: Vivo com seres cujos sentidos são facilmente detectáveis.
Ex.: A rodovia cuja pavimentação deteriora a flora...
Obs.: o pronome "cujo", e suas variações, não concorda com o antecedente, mas sim com o consequente. EX: Este é o livro cujas folhas estão amareladas.
Obs2.: ''quanto" é pronome relativo quando tem por antecedente um pronome indefinido, tanto (ou variações) e tudo.